# ناحیه شانگله
ناحیه شانگله (به انگلیسی: Shangla District) یک ناحیه در پاکستان است که در خیبر پختونخوا واقع شده‌است. ناحیه شانگله ۱٬۵۸۶ کیلومتر مربع مساحت و ۷۵۷٬۸۱۰ نفر جمعیت دارد.